# Artur Cielecki-Zaremba
Artur Karol Cielecki-Zaremba, także Artur Zaremba Cielecki herbu Zaremba (ur. 12 lipca 1850 w Hadyńkowcach, zm. 10 listopada 1930 w Krakowie) – polski właściciel dóbr, polityk, poseł do Sejmu Krajowego Galicji VII, VIII, IX i X kadencji od 1895 do 1914, działacz społeczny.

## Życiorys
Syn Alfreda Cieleckiego z Cielczy herbu Zaremba (1821-1892, dziedzic dóbr hadyńkowieckich) i Anny hr. Bnińskiej herbu Łodzia (1828-). Jego żoną była Jadwiga hr. Kalinowska.
Został dziedzicem rodzinnych dóbr Oryszkowce (część miała być rozparcelowana według projektu z 30 września 1930), Hadyńkowce (powiat husiatyński w Galicji, następnie powiat husiatyński w II RP) i Porchowa (powiat buczacki (Galicja), następnie powiat buczacki w II RP).
W okresie zaboru austriackiego w ramach autonomii galicyjskiej był członkiem rady powiatu w Buczaczu w latach 1875–1884 i 1892–1911, a od 1881 do 1883 wiceprezesem rady. Był wybierany z ramienia konserwatystów posłem na Sejm Krajowy Galicji VII kadencji w latach 1895-1901 (jako poseł z gmin wiejskich w okręgu 10 Buczacz), VIII kadencji (1901-1907) – z IV kurii w okręgu Buczacz, IX kadencji (1908-1913) – z IV kurii w okręgu Czortków, X kadencji (1913-1914) – z I kurii w obwodzie czortkowskim; podczas ostatniej kadencji złożył mandat w 1914.
Działał społecznie. Był członkiem założycielem Towarzystwa dla Popierania Nauki Polskiej. Był delegatem Macierzy Szkolnej dla Księstwa Cieszyńskiego. Członek i działacz Galicyjskiego Towarzystwa Gospodarskiego, członek jego Komitetu (15 czerwca 1892 - 18 czerwca 1903, 10 czerwca 1909 - 28 czerwca 1913), oraz jego wiceprezes (18 czerwca 1903 -10 czerwca 1909). Członek założyciel Towarzystwa Gimnastycznego „Sokół” w Kopyczyńcach”.
Po odzyskaniu przez Polskę niepodległości, w latach 20. II Rzeczypospolitej pełnił funkcję prezesa zarządu głównego Towarzystwa Kółek Rolniczych w Małopolsce.
W 1930 została wydana publikacja jego autorstwa pt. Monografia rodziny Zarembów na Cielczy Cieleckich.
Zamieszkiwał w swoich majątkach oraz pod adresem Chorążczyzny we Lwowie. Jego żoną od 30 kwietnia 1884 była hr. Jadwiga Kalinowska, córka Władysława Ludwika i Cecylii Wincentyny z Szeliskich.
Zmarł 10 listopada 1930 w Krakowie. Został pochowany na Cmentarzu Łyczakowskim we Lwowie.

## Odznaczenia
- Krzyż Komandorski z Gwiazdą Orderu Odrodzenia Polski (2 maja 1923)[15][16]
- Krzyż Komandorski z Gwiazdą Orderu Franciszka Józefa (1908)[17]
- Order Świętego Grzegorza Wielkiego